# Alte Münze (Berlin)

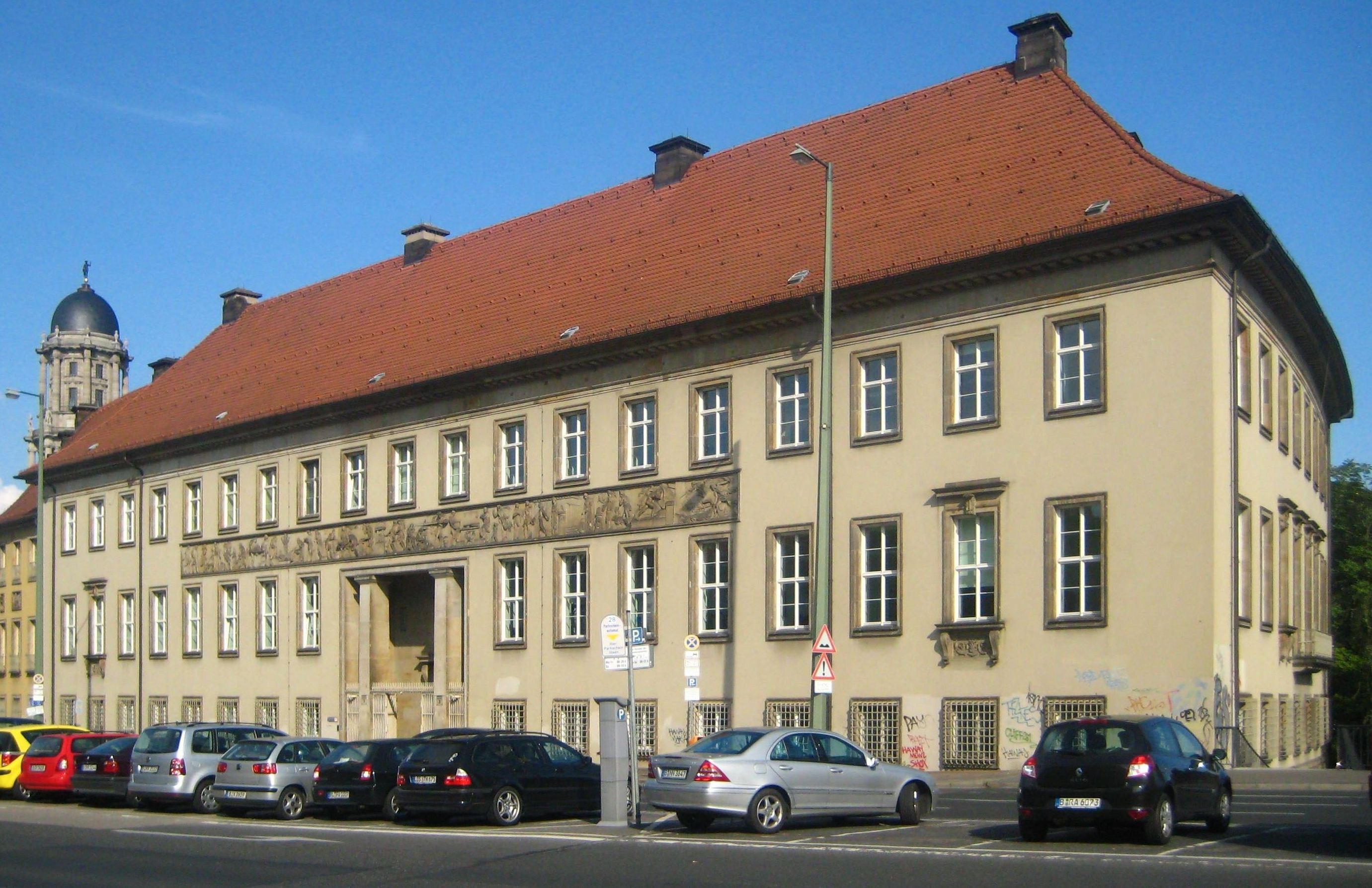
Hauptgebäude der Münze am Mühlendamm 3

Die Alte Münze in Berlin ist ein Gebäudekomplex im Ortsteil Mitte. Die dortige Münzprägeanstalt war die Nachfolgeeinrichtung der Prägeanstalt am Werderschen Markt. Sie entstand durch Umbau eines früheren adligen Wohngeäudekomplexes. Der im Karree Molkenmarkt, Mühlendamm, Rolandufer, Am Krögel und Stralauer Straße gelegene Komplex befindet sich auf den Fundamenten des mittelalterlichen Krögel-Viertels von Alt-Berlin.

## Geschichte

### Entwicklung der Münzwerkstätten in Berlin bis zum 19. Jahrhundert

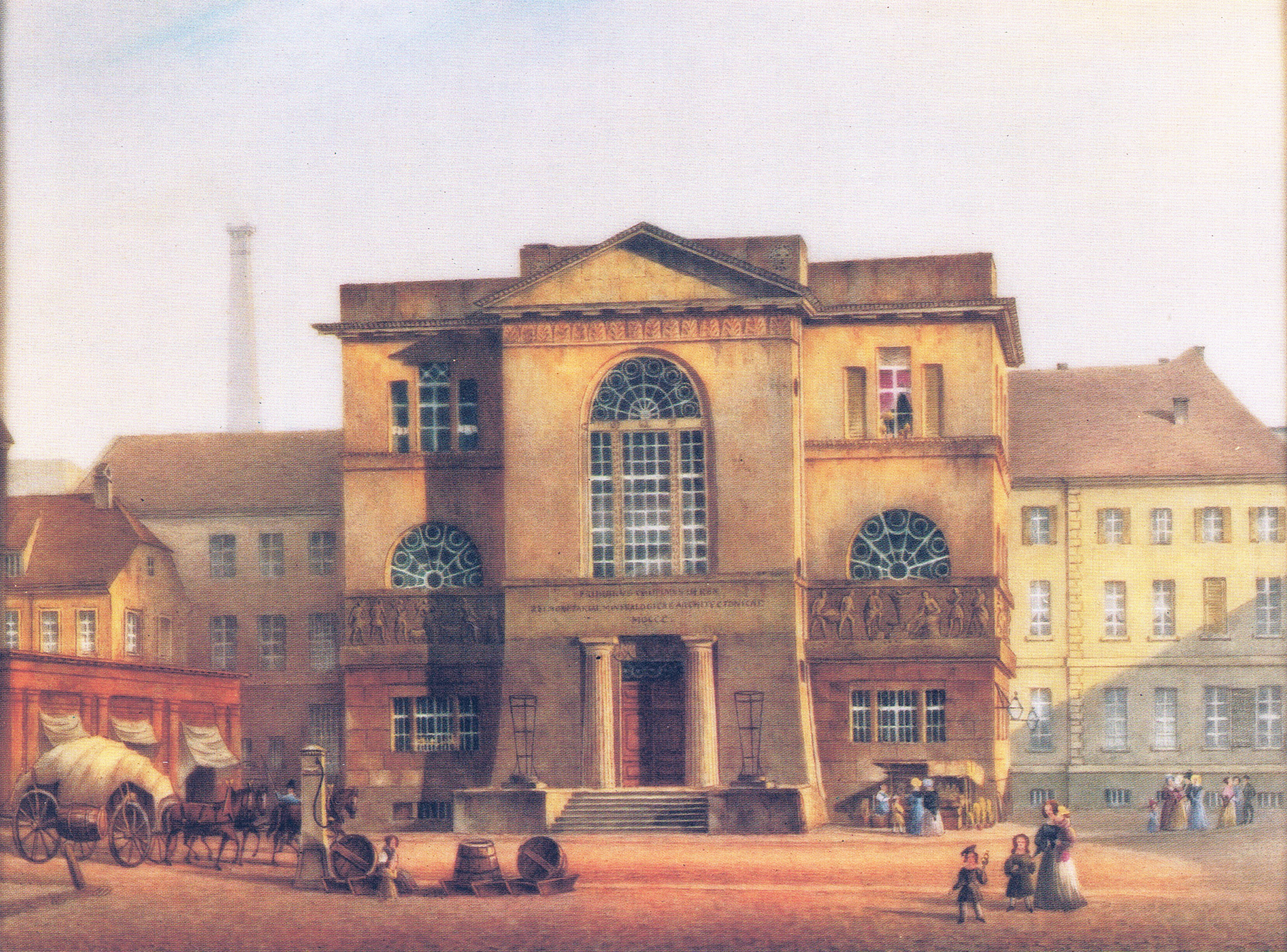
Alte Münze am Werderschen Markt (1800–1886)

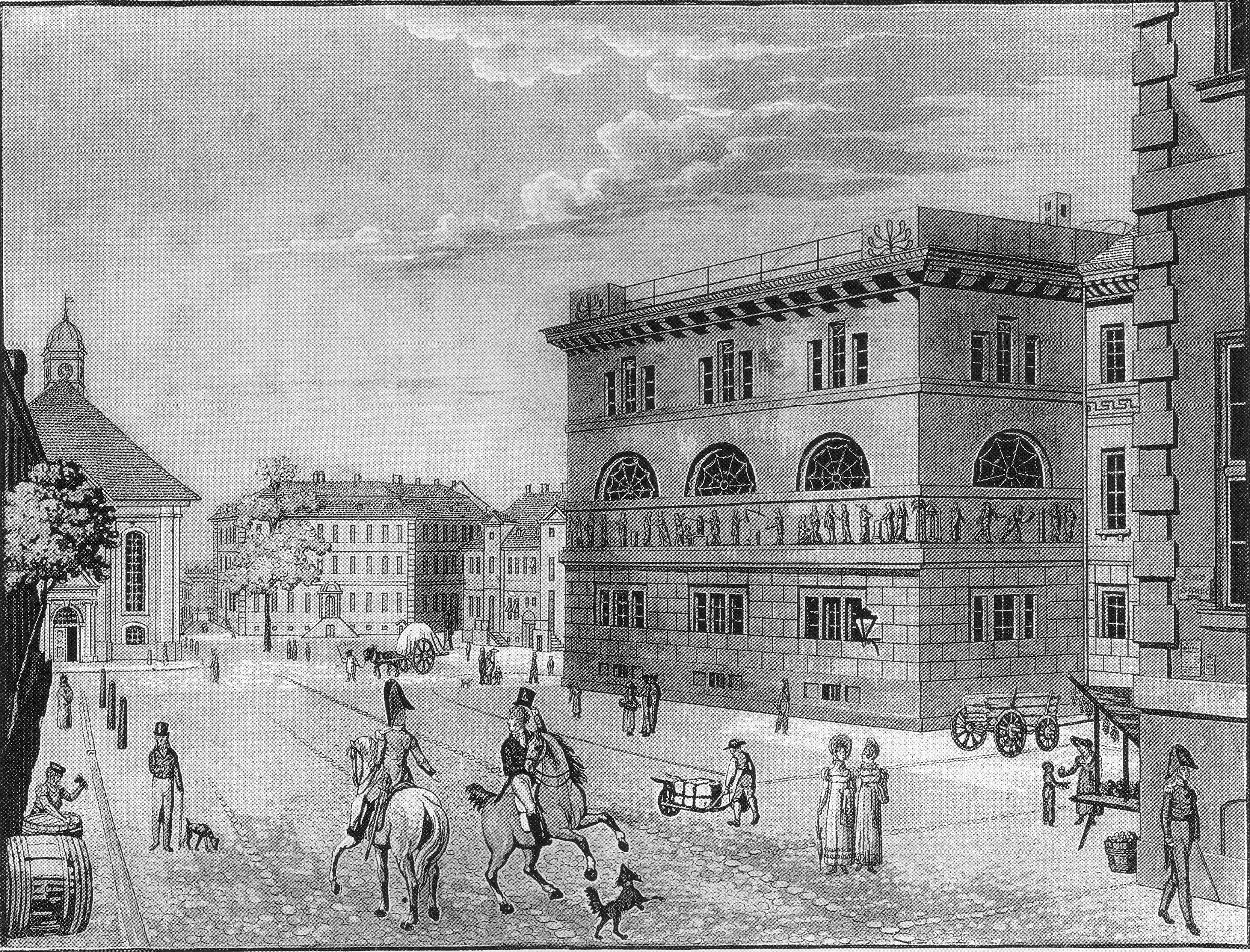
Alte Münze am Werderschen Markt (1800–1886)

Die älteste urkundliche Erwähnung der Münze Berlin datiert aus dem Jahr 1280. Münzen wurden zu dieser Zeit mit dem Hammer und Muskelkraft geprägt. Im Jahr 1356 mit der Gründung des Kurfürstentums gab es die Kurfürstliche Münze.
In der Mitte des 16. Jahrhunderts gab es Münzwerkstätten in der Poststraße Haus Nr. 5, um 1585 im Kurfürstlichen Schloss im Flügel „Altmünz und Apoteca“, ab 1630 in der westlichen Ecke des Schlosshofes im Wasserturm. Nach der Münzreform von 1667 übernahm Raban von Canstein im Auftrag des Großen Kurfürsten die Durchführung der preußischen Münzeinheit. Um 1703 kam durch König Friedrich I. die Münzwerkstatt in die Unterwasserstraße 2 am Schleusengraben (am Werderschen Markt). Im Jahr 1750 wurde das Münzwesen neu geordnet und die Berliner Münze erhielt als königliche Hauptmünze mit dem Buchstaben ‚A‘, ihr noch heute gültiges Münzzeichen. Unter dem Generalmünzdirektor Johann Philipp Graumann wurde 1750 das Gebäude vergrößert. 1752 wurde an der damals Contrescarpe, später Münzstraße, genannten Straße vor dem alten Berliner Festungsgraben ein Neubau errichtet, der bessere Möglichkeiten für die zunehmende Münzproduktion bot. 1798–1800 wurde auf dem Gelände des 1794 abgebrannten  Friedrichswerderschen Rathauses am Werderschen Markt ein Neubau nach Plänen von Heinrich Gentz errichtet und bestand von 1800 bis 1886; das Gebäude in der Münzstraße wurde 1841 aufgegeben. In den Jahren 1830 bis 1840 und 1861 bis 1864 wurden die Anlagen in der Unterwasserstraße modernisiert und bis 1871 genutzt. Danach wurde das Gebäude am Werderschen Markt bis zum Abbruch 1886 von der Polizei genutzt. Der Neubau in der Unterwasserstraße (gelber Backsteinbau aus den Jahren 1868 bis 1871) nach Entwürfen von Friedrich August Stüler, ausgeführt von Wilhelm Neumann, wurde als Münze bis 1935 genutzt.

### 20. Jahrhundert: Vom Privatwohnhaus zur neuen Reichs-Münzprägestätte
Für das Haus am Werderschen Markt, den Erweiterungsbau der Reichsbank, musste die dort befindliche Münzanstalt verlegt werden. Nach Plänen der Architekten Fritz Keibel und Arthur Reck wurde ab 1935 das Gebäude Mühlendamm 3 auf den Grundmauern eines früheren Wohnkomplexes (des Mühlenviertels) errichtet. Seine Fassade ziert eine Kopie des 48 Meter langen Frieses von Friedrich Gilly und Johann Gottfried Schadow, der sich am ersten Gebäude der Berliner Münze am Werderschen Markt befand.

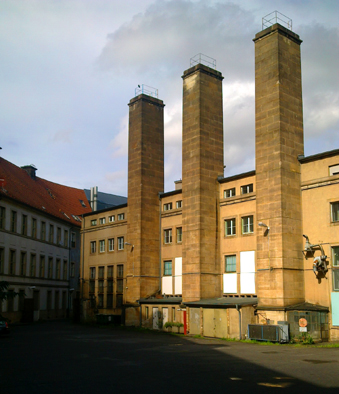
Ehemalige Prägeanstalt im Hof des Gebäudekomplexes

Nördlich anschließend wurde das barocke Palais Schwerin (Molkenmarkt 1) in den Gebäudekomplex mit einbezogen. Unter Beibehaltung der Frontfassade wurde es weitgehend entkernt, überformt und im gleichen Baustil um zwei Seitenbauten (nördlich: Molkenmarkt 2, südlich: Mühlendamm 1) erweitert. Die ursprünglichen Sandsteinteile des Palais’ wurden durch Kopien ersetzt.
Bereits in den 1930er-Jahren stellte die neue Münzprägeanstalt Reichsmark-Münzen her, der Zweite Weltkrieg verhinderte dann die Vollendung der Umbauarbeiten.
Ende 1947 begann dort die Prägung von 5- und 10-Pfennig-Stücken der neuen DDR-Währung. Nachdem 1953 die Münze Muldenhütten stillgelegt worden war, war der VEB Münze Berlin die einzige Prägestätte in der DDR. Der Magistrat von Berlin ließ den Baukomplex in den 1980er-Jahren unter Denkmalschutz stellen. Die Räumlichkeiten mit dem Eingang Molkenmarkt 3, dessen Kern das frühere Schwerinsche Palais bildet, waren ursprünglich der Verwaltung der Münzanstalt zugeordnet, später dienten sie dem Ministerium für Kultur.

### 1990 bis 2013
Schon kurz nach der Währungs-, Wirtschafts- und Sozialunion am 1. Juli 1990 begann hier die zusätzliche Produktion von D-Mark-Münzen und 1999 die von Euromünzen.
Zum Jahreswechsel 2005/06 gab die Staatliche Münze den Standort in Berlin-Mitte auf und produziert seitdem im Ortsteil Reinickendorf.
Vom September 2009 bis 2013 nutzten und vermarkteten zwei Berliner Eventagenturen die Alte Münze. Zum Gebäudekomplex gehört auch das Direktorenhaus (Am Krögel 2), das seit 2011 ein Kunst- und Kulturzentrum mit angeschlossener Galerie beherbergt. In den Ausstellungsräumen mit einer Fläche von rund 400 Quadratmetern wurde im Dezember 2014 die Ausstellung Die schönsten Krippen dieser Welt eröffnet. Ein bedeutendes Exponat ist die derzeit größte Krippe der italienischen Krippenbauerin Angela Tripi mit den Abmessungen vier mal vier Meter (Stand: 2014).

### Weiternutzung ab 2013: von denSpreewerkstättenzumHouse of Jazz
Im Jahr 2013 entstanden in der Alten Münze die Spreewerkstätten, eine interdisziplinäre kreative Gemeinschaft, die das Areal ohne Zuschüsse zu einem öffentlichen Haus für Kultur und Veranstaltungen entwickelte und mittlerweile über 8000 Quadratmeter des Areals bespielt. Die Betreiberin, die Projekt030 GmbH, hat immer mehr Flächen des historischen Areals der Alten Münze erschlossen, aus eigener Kraft aktiviert und nutzbar gemacht. So fand hier eine vielseitige kreative Gemeinschaft aus Kunst- und Kulturschaffenden, Akteuren der Kreativwirtschaft und jungen Unternehmen ein Zuhause. Neben Veranstaltungsflächen, Ateliers, Tonstudios und Büros reihen sich unter anderem eine Swingtanzschule, eine alternative Zeichenschule, eine Multimedia-Ausstellung oder auch das Migration Hub ein. Gemeinsam mit den Akteuren vor Ort arbeiten die Spreewerkstätten an der Öffnung und Entwicklung des Areals der Alten Münze an der Spree.
Seit 2016 werden in der Alten Münze Mottopartys des Künstlerkollektivs Pornceptual veranstaltet.
Ende 2016 initiierten die Spreewerkstätten den Kunst- und Projektraum 2 OG – Contemporary Opportunities. Das 2 OG versteht sich als experimentelles Zentrum unabhängiger Kunst- und Kulturproduktion in der Alten Münze, das sich mittlerweile über zwei Etagen des ehemaligen Produktionsgebäudes erstreckt und über 30 Künstlern, Wissenschaftlern und Kreativen einen Arbeits- sowie Präsentationsraum zur Verfügung stellt und auf den angeschlossenen Projektflächen ein öffentliches Programm für den Standort entwickelt. Im Zentrum stehen dabei interdisziplinäre Ideen für eine bessere, gut aussehende Zukunft, Stadt und Gesellschaft.
Im Jahr 2017 wurde das Urban-Gardening-Projekt Münzgarten ins Leben gerufen, das Besuchern der Alten Münze sowie Anwohnern die Möglichkeit der alltäglichen Gartenerfahrung und eine grüne Oase inmitten der Großstadt bietet. Anfang 2018 wurde das Projekt um das Community-Café The Greens – Coffee and Plants erweitert.
Das Berliner Abgeordnetenhaus beschloss im Mai 2018, die Alte Münze als Kultur- und Kreativstandort zu sichern und zu entwickeln. Wie Klaus Lederer Anfang 2020 mitteilte, soll es dort ab Mitte der 2020er-Jahre ein Zentrum für Jazz und improvisierte Musik geben. Ein Konzept dafür haben die Deutsche Jazzunion, die IG Jazz Berlin und der Musiker Till Brönner entwickelt. Neben Jazz soll zukünftig im Haus 4 der Alten Münze auch experimentelle Popmusik und transkulturelle Musik zu hören sein.
Nach der Schließung des Techno-Clubs Griessmühle wurde im Jahr 2020 bekannt, dass der Verein von seiner bisherigen Heimat in der Sonnenallee in die Alte Münze umziehen wird.
Im Herbst 2020 veröffentlichte der Senat, dass aus der Alten Münze ein international agierendes House of Jazz entstehen solle. Die Finanzierung bis zur Fertigstellung übernimmt der Bund (jährlich von 2022 bis 2025 rund 13 Millionen Euro), und der Senat von Berlin soll die baulichen Grundlagen bis zum „veredelten Rohbau“ schaffen. Die offene Spielstätte mit kuratiertem Programm sieht vor, dass ein internationales modulares Ensemble hier auf 5000 Quadratmetern angesiedelt wird. Fertigstellungsziel ist das Jahr 2026. Der jährliche Finanzbedarf soll etwa zur Hälfte von den staatlichen Stellen gedeckt werden (etwa 3,8 Millionen Euro), die andere Hälfte durch Eigenmittel erwirtschaftet werden. Als ambitionierte Vorgabe hieß es vom Senat: „Der Ort könte ein Berliner Leuchtturm werden, der sich am Lincoln Center in New York City oder am Bimhuis in Amsterdam orientiert.“ Bisher existiert allerdings keine Verwaltungsvereinbarung zwischen dem Bund und dem Land Berlin. Eine Projektgruppe, die eine geeignete Trägerstruktur für das House of Jazz entwickeln soll, ist eingesetzt.
Zur Organisierung und Unterstützung der geplanten Umwandlungen hat sich eine AG Alte Münze aus der freien Szene im Berliner Bildungs-Werk gegründet. Sie möchte den Einfluss der Künstler auf die weitere Entwicklung stärken.

### Streit um Weiternutzung
Im Frühjahr 2024 wurde bekannt, dass der neue Senat eine privatwirtschaftliche Verwertung der Immobilie anstrebt. Im Frühjahr 2025 berichten die Medien über Geheimverhandlungen von neuen Mietverträgen mit 20 Jahren Laufzeit an die Privatwirtschaft.

## Architektur
Gut erkennbar sind die beiden Gebäudebestandteile, die aufeinander abgestimmt sind. Das historische Palais ist ein dreigeschossiger Putzbau mit 19 Achsen und einem zentral angeordneten zurückspringenden, von quadratischen Säulen eingefassten Portal. Die Fenster in der ersten Etage der jeweils zweiten Achsen sind durch Schmuckkonsolen hervorgehoben. Der angeschlossene Neubau ist in fünf Achsen gegliedert und verläuft entsprechend dem Straßenzug leicht bogenförmig. Der Komplex erhielt ein gemeinsames Satteldach. Der Relieffries nach Vorlagen von Gilly und Schadow aus dem Jahr 1800 zeigt im antikisierenden Stil Szenen der Metall- und Münzenherstellung. Das Original des Frieses kam nach dem Abriss des ersten Münzgebäudes am Werderschen Markt zunächst an einen ersten Neubau der Münze an der Niederwallstraße. Mit dem Abriss dieses Gebäude für den Reichsbankneubau (Haus am Werderschen Markt), wurde der Fries eingelagert und eine Kopie für den hier beschriebenen Bau angefertigt. In den 1960er-Jahren erhielt der Senat von West-Berlin das Original des Frieses.
Im Innenhofbereich wurde die eigentliche Produktionsstätte in typischer Backstein-Industriearchitektur eingefügt.